# Liste de peintures de Pierre Bonnard
Cette liste de tableaux de Pierre Bonnard rassemble de façon chronologique un certain nombre de peintures de Pierre Bonnard (Fontenay-aux-Roses, 1867 - Le Cannet, 1947).

## Limites du corpus
Bonnard était un artiste très prolifique dont la carrière s'est étendue sur plus de soixante ans.
En dehors des dessins et lithographies, il a laissé plus d'un millier de tableaux, essentiellement des huiles sur toile : ce recensement non exhaustif se limite à ceux qui sont actuellement conservés dans des collections permanentes accessibles au public.
À moins qu'elles n'aient été mises en dépôt dans un musée, les nombreuses œuvres détenues par des particuliers et des salles de vente, susceptibles de modifications ou imprécisions (date, lieu, dimensions), ne figurent pas ci-dessous.

## Recensement partiel de l'œuvre peint
| Image | Titre(s)                                                                   | Date      | Support                                         | Dimensions                                                                                   | Conservation                                                               |
| ----- | -------------------------------------------------------------------------- | --------- | ----------------------------------------------- | -------------------------------------------------------------------------------------------- | -------------------------------------------------------------------------- |
|       | Le Peignoir                                                                | Vers 1890 | Huile sur soie montée sur toile                 | 154 × 54 cm                                                                                  | Musée d'Orsay (Paris)                                                      |
|       | Acrobate et cheval de cirque                                               | Vers 1890 | Aquarelle et encre sur papier                   |                                                                                              | Coll. Privée                                                               |
|       | La Seine à Chatou                                                          | Vers 1891 | Huile sur toile                                 | 47 × 56 cm                                                                                   | Musée des beaux-arts de l'Ontario (Toronto)                                |
|       | Femmes au jardin                                                           | 1891      | Huile sur papier collé sur toile                | 160 × 48 cm pour chaque panneau                                                              | Musée d'Orsay (Paris)                                                      |
|       | Femmes au chien                                                            | 1891      | Huile sur toile                                 | 40,5 × 32,5 cm                                                                               | Clark Art Institute (Williamstown)                                         |
|       | Deux Chiens jouant (Les Deux Caniches)                                     | 1891      | Huile sur toile                                 | 36 × 39,5 cm                                                                                 | Southampton City Art Gallery                                               |
|       | Intimité                                                                   | 1891      | Huile sur toile                                 | 38 × 36 cm                                                                                   | Musée d'Orsay (Paris)                                                      |
|       | Le Corsage à carreaux (Portrait de Mme Claude Terrasse, sœur de l'artiste) | Vers 1892 | Huile sur toile                                 | 61 × 33 cm                                                                                   | Musée d'Orsay (Paris)                                                      |
|       | La Partie de croquet                                                       | 1892      | Huile sur toile                                 | 130 × 162,5 cm                                                                               | Musée d'Orsay (Paris)                                                      |
|       | Rue à Éragny-sur-Oise                                                      | 1893      | Huile sur bois                                  | 37 × 27 cm                                                                                   | National Gallery of Art (Washington, D.C.)                                 |
|       | Sur le boulevard                                                           | 1893      | Huile sur carton                                | 35,5 × 35,5 cm                                                                               | Musée Langmatt (Baden)                                                     |
|       | L'Enfant au seau                                                           | Vers 1894 | Détrempe sur toile                              | 167 × 50 cm                                                                                  | Musée d'Orsay (Paris)                                                      |
|       | Scène de rue                                                               | 1894      | huile sur panneau                               |                                                                                              | Fondation Bemberg (Toulouse)                                               |
|       | Le Chat blanc                                                              | 1894      | Huile sur toile                                 | ?                                                                                            | Musée d'Orsay (Paris)                                                      |
|       | Le Hansom Cab                                                              | 1894      | Huile sur carton                                | 25 × 22 cm                                                                                   | Villa Flora (Winterthour)                                                  |
|       | L'Écuyère                                                                  | 1894      | Huile sur carton                                | 27 × 35 cm                                                                                   | The Phillips Collection (Washington, D.C.)                                 |
|       | Grand-mère et enfant                                                       | 1894      | Huile sur bois                                  | 34,5 × 42 cm                                                                                 | Musée d'art de Leeds                                                       |
|       | Le Concert Lamoureux                                                       | Vers 1895 | Huile sur toile                                 | 34,5 × 21 cm                                                                                 | Fondation Bemberg (Toulouse)                                               |
|       | Scène de rue (Place Clichy)                                                | Vers 1895 | Huile sur carton                                | 35 × 27 cm                                                                                   | Metropolitan Museum of Art (New York)                                      |
|       | Le Cheval de fiacre (Boulevard des Batignolles)                            | vers 1895 | Huile sur bois                                  | 30 × 40 cm                                                                                   | National Gallery of Art (Washington)                                       |
|       | Le Ballet                                                                  | 1895      | Huile sur toile                                 | 28 × 36 cm                                                                                   | Musée d'Orsay (Paris)                                                      |
|       | Le Repas des enfants                                                       | 1895      | Huile sur carton monté sur bois                 | 60 × 74 cm                                                                                   | Metropolitan Museum of Art (New York)                                      |
|       | Montmartre                                                                 | ?         | Huile sur toile                                 | 36 × 46 cm                                                                                   | Fondation Bemberg (Toulouse)                                               |
|       | L'Omnibus                                                                  | 1895      | Huile sur toile                                 | 59 × 41 cm                                                                                   | Fondation Bemberg (Toulouse)                                               |
|       | L'Omnibus Panthéon-Courcelles                                              | 1895      | Huile sur toile                                 | 34,5 × 27,5 cm                                                                               | Fondation Bemberg (Toulouse)                                               |
|       | Sur le chemin de l'école                                                   | 1895      | Huile sur toile                                 | 27 × 43 cm                                                                                   | National Gallery of Art (Washington)                                       |
|       | Enfant mangeant des cerises                                                | 1895      | Huile sur carton                                | 52 × 41 cm                                                                                   | Galerie nationale d'Irlande (Dublin)                                       |
|       | Derrière la clôture                                                        | 1895      | Huile sur carton                                | 31 × 35 cm                                                                                   | Musée de l'Ermitage (Saint-Pétersbourg)                                    |
|       | La famille du compositeur Claude Terrasse dans le jardin                   | 1896      | Huile sur bois                                  |                                                                                              | Alte Nationalgalerie (Berlin)                                              |
|       | Le Moulin Rouge                                                            | 1896      | Huile sur bois                                  | 59,5 × 41 cm                                                                                 | Fondation Bemberg (Toulouse)                                               |
|       | Ruelle à Paris                                                             | Vers 1897 | Huile sur carton                                | 37 × 19,5 cm                                                                                 | The Phillips Collection (Washington)                                       |
|       | Le Déjeuner des enfants                                                    | Vers 1897 | Huile sur bois                                  |                                                                                              | Musée des Beaux-Arts de Nancy                                              |
|       | Rue Tholozé (Montmartre sous la pluie)                                     | 1897      | Huile sur papier collé sur bois                 | 70 × 95 cm                                                                                   | Musée Van Gogh (Amsterdam)                                                 |
|       | L'Écuyère                                                                  | 1897      | Huile sur toile                                 | 25 × 35 cm                                                                                   | Musée Faure (Aix-les-Bains)                                                |
|       | Nu allongé                                                                 | 1897      | Huile sur papier collé sur bois                 | 18,5 × 41,5 cm                                                                               | Museum of Modern Art (New York)                                            |
|       | Le Grand Jardin                                                            | 1897-1898 | Huile sur toile                                 | 167,5 × 220 cm                                                                               | Musée d'Orsay (Paris)                                                      |
|       | Les Grands Boulevards                                                      | 1898      | Huile sur toile                                 | 22 × 24 cm                                                                                   | Sainsbury Centre for the Visual Arts (University of East Anglia) (Norwich) |
|       | Terrasse de café                                                           | 1898      | Huile sur bois                                  | 34 × 49,5 cm                                                                                 | Cleveland Museum of Art (Cleveland)                                        |
|       | La Lampe à huile                                                           | 1898-1900 | Huile sur bois                                  | 55,5 × 52 cm                                                                                 | Fitzwilliam Museum (Cambridge)                                             |
|       | La Sœur de l'artiste et ses enfants                                        | 1898      | Huile sur carton collée sur bois                | 30,5 × 25,5 cm                                                                               | National Gallery of Art (Washington)                                       |
|       | La Lampe                                                                   | Vers 1899 | Huile sur bois                                  | 54 × 70,5 cm                                                                                 | Flint Institute of Arts (Michigan)                                         |
|       | Paysage du Dauphiné                                                        | Vers 1899 | Huile sur toile                                 | 45,5 × 56 cm                                                                                 | Musée de l'Ermitage (Saint-Pétersbourg)                                    |
|       | L'Indolente                                                                | Vers 1899 | Huile sur toile                                 | 93 × 108 cm                                                                                  | Musée d'Orsay (Paris)                                                      |
|       | Les Bas noirs                                                              | 1899      | Huile sur toile                                 | 58,5 × 57 cm                                                                                 | Musée des Beaux-Arts de Bordeaux                                           |
|       | Le Déjeuner                                                                | 1899      | Huile sur carton                                | 55 × 70 cm                                                                                   | Fondation et Collection Emil G. Bührle (Zurich)                            |
|       | Déjeuner au Grand-Lemps                                                    | 1899      | Huile sur toile                                 | 54 × 61 cm                                                                                   | Musée des Beaux-Arts de Budapest                                           |
|       | Jeune Femme à la lampe                                                     | Vers 1900 | Huile sur toile                                 | 61,5 × 75 cm                                                                                 | Musée d'Orsay (Paris)                                                      |
|       | La femme au restaurant                                                     | Vers 1900 | Huile sur toile                                 | 18 × 22 cm                                                                                   | Fondation Bemberg (Toulouse)                                               |
|       | Les Enfants Terrasse                                                       | 1899      | Huile sur carton monté sur panneau              | 51 × 72 cm                                                                                   | Musée d'Art de Dallas                                                      |
|       | L'Après-midi bourgeoise                                                    | 1900      | Huile sur toile                                 | 139 × 212 cm                                                                                 | Musée d'Orsay (Paris)                                                      |
|       | Au café                                                                    | 1900      | Huile sur toile                                 | 29 × 30 cm                                                                                   | Fondation Bemberg (Toulouse)                                               |
|       | La Famille Terrasse                                                        | 1900      | Huile sur toile                                 | 129 × 112 cm                                                                                 | Musée d'Orsay (Paris)                                                      |
|       | L'Atelier de l'artiste                                                     | 1900      | Huile sur bois                                  | 61,5 × 74 cm                                                                                 | National Gallery of Art (Washington)                                       |
|       | La Lessive                                                                 | 1900      | Huile sur toile                                 |                                                                                              | City Art Gallery de Southampton                                            |
|       | la Place Clichy (triptyque)                                                | 1900      | Huile sur carton                                | 35 × 98,5 cm                                                                                 | Norton Simon Museum (Pasadena)                                             |
|       | Nu aux bas noirs                                                           | 1900      | Huile sur toile                                 | 59 × 43 cm                                                                                   | Musée d'art de Sheffield                                                   |
|       | L'Homme et la Femme                                                        | 1900      | Huile sur toile                                 | 115 × 72 cm                                                                                  | Musée d'Orsay (Paris)                                                      |
|       | La Sieste                                                                  | 1900      | Huile sur toile                                 | 109 × 132 cm                                                                                 | National Gallery of Victoria (Melbourne)                                   |
|       | La Famille au jardin                                                       | Vers 1901 | Huile sur toile                                 | 109,5 × 127,5 cm                                                                             | Kunsthaus de Zurich                                                        |
|       | Misia et Thadée Natanson                                                   | Vers 1902 | Huile sur toile                                 | 130 × 86 cm                                                                                  | Musée royal d'Art moderne à Bruxelles                                      |
|       | Paysage                                                                    | 1902      | Huile sur toile                                 | 58 × 78 cm                                                                                   | Fitzwilliam Museum (Cambridge)                                             |
|       | La Petite Rue (Boulevard des Batignolles)                                  | Vers 1903 | Huile sur toile                                 | 31 × 21,5 cm                                                                                 | Jill Newhouse gallery (New York)                                           |
|       | La Dinette                                                                 | Vers 1903 | Huile sur toile                                 | 37,5 × 45,5 cm                                                                               | Barber Institute of Fine Arts (Birmingham)                                 |
|       | Nu au tub                                                                  | 1903      | Huile sur toile                                 | 40,5 × 59 cm                                                                                 | Fondation Bemberg (Toulouse)                                               |
|       | Le Pont du Carrousel                                                       | Vers 1903 | Huile sur toile                                 | 71 × 100 cm                                                                                  | Musée d'Art du comté de Los Angeles                                        |
|       | Le soir de Noël                                                            | 1904      | huile sur toile                                 | 74 × 92,5 cm                                                                                 | Fondation Bemberg (Toulouse)                                               |
|       | Portrait d'Ambroise Vollard                                                | 1904-1905 | huile sur toile                                 | 74 × 92,5 cm                                                                                 | Kunsthaus de Zurich                                                        |
|       | Intérieur avec nu                                                          | Vers 1905 | huile sur toile                                 | 54 × 36 cm                                                                                   | Ashmolean Museum (Oxford)                                                  |
|       | Coin de rue à Paris                                                        | 1905      | Huile sur carton                                | 49 × 52 cm                                                                                   | Musée de l'Ermitage (Saint-Pétersbourg)                                    |
|       | Femme retirant sa chemise                                                  | 1905      | Huile sur toile                                 | 61 × 51,5 cm                                                                                 | Villa Flora (Winterthour)                                                  |
|       | Intérieur                                                                  | 1905      | Huile sur papier marouflé sur toile             | 63 × 48 cm                                                                                   | Fondation Bemberg (Toulouse)                                               |
|       | Le Pont des Arts                                                           | 1905      | huile sur toile                                 | 55 × 70 cm                                                                                   | Galerie Paul Pétridès (Paris)                                              |
|       | Jour d'hiver                                                               | 1905-1910 | Huile sur toile                                 | 49 × 61 cm                                                                                   | Musée Calvet (Avignon)                                                     |
|       | Les Faunes                                                                 | 1905-1910 | Huile sur toile                                 | 128 × 146 cm                                                                                 | Villa Flora (Winterthour)                                                  |
|       | La Lettre                                                                  | Vers 1906 | Huile sur toile                                 | 55 × 47 cm                                                                                   | National Gallery of Art (Washington)                                       |
|       | La maison de Misia Sert                                                    | 1906      | Détrempe sur toile                              | 38 × 46 cm                                                                                   | Musée d'Orsay (Paris)                                                      |
|       | Mouvement dans la rue                                                      | Vers 1907 | Huile sur toile                                 | 35,5 × 49 cm                                                                                 | The Phillips Collection (Washington)                                       |
|       | En barque                                                                  | Vers 1907 | Huile sur toile                                 | 74 × 85 cm                                                                                   | Musée d'Orsay (Paris)                                                      |
|       | Dans le cabinet de toilette                                                | 1907      | Huile sur carton                                | 106 × 71,5 cm                                                                                | Tate Modern (Londres)                                                      |
|       | Les pêcheurs                                                               | 1907      | Huile sur toile                                 | 45 × 55 cm                                                                                   | Fondation Bemberg (Toulouse)                                               |
|       | Femme penchée                                                              | 1907      | Huile sur toile                                 | 72 × 85 cm                                                                                   | Niigatashi City Art musem (Niigata)                                        |
|       | La Loge                                                                    | 1908      | Huile sur toile                                 | 91 × 120 cm                                                                                  | Musée d'Orsay (Paris)                                                      |
|       | Portrait de Misia Godebska                                                 | 1908      | Huile sur toile                                 | 145 × 114 cm                                                                                 | Musée Thyssen-Bornemisza (Madrid)                                          |
|       | Misia Sert sur le navire d'Edwards                                         | ?         | Huile sur toile                                 | 44 × 54 cm                                                                                   | Fondation Bemberg (Toulouse)                                               |
|       | Intérieur, le chien Black et bouquet de lilas                              | 1908      | Huile sur toile                                 | 61,5 × 81 cm                                                                                 | Villa Flora (Winterthour)                                                  |
|       | Début de printemps                                                         | 1908      | Huile sur toile                                 | 87 × 132 cm                                                                                  | The Phillips Collection (Washington)                                       |
|       | La Coiffeuse                                                               | 1908      | Huile sur toile                                 | 52 × 45,5 cm                                                                                 | Musée d'Orsay (Paris)                                                      |
|       | La Glace du cabinet de toilette                                            | 1908      | Huile sur toile                                 | 120 × 97 cm                                                                                  | Musée des Beaux-Arts Pouchkine (Moscou)                                    |
|       | Nu à contre-jour (L'Eau de Cologne, Le cabinet de toilette au canapé rose) | 1908      | huile sur toile                                 | 125 × 109 cm                                                                                 | Musées royaux des Beaux-Arts de Belgique (Bruxelles)                       |
|       | Enfants et chat                                                            | ?         | Huile sur toile                                 | 54,5 × 69,5 cm                                                                               | The Phillips Collection (Washington)                                       |
|       | Femme et chien à une table                                                 | 1908      | Huile sur toile                                 | 47,5 × 60,5 cm                                                                               | Fondation Barnes (Philadelphie)                                            |
|       | La famille de Claude Terrasse                                              | 1908-1910 | Huile sur toile                                 | 48 × 62,5 cm                                                                                 | Villa Flora (Winterthour)                                                  |
|       | Début de printemps et petits faunes                                        | 1909      | Huile sur toile                                 | 102,5 × 125 cm                                                                               | Musée de l'Ermitage (Saint-Pétersbourg)                                    |
|       | Trains et péniches (Paysage avec trains de marchandises)                   | 1909      | huile sur toile                                 | 77 × 108 cm                                                                                  | Musée de l'Ermitage (Saint-Pétersbourg)                                    |
|       | Chats sur la rambarde                                                      | 1909      | Huile sur toile                                 | 115,5 × 94,5 cm                                                                              | Musée d'Art Ōhara (Kurashiki)                                              |
|       | Vue du balcon                                                              | 1909      | Huile sur toile                                 | 124,5 × 99,5 cm                                                                              | Metropolitan Museum of Art (New York)                                      |
|       | Femme à la lampe                                                           | 1909      |                                                 |                                                                                              | Musée d'Art de Dallas                                                      |
|       | Nu allongé                                                                 | 1909      | Huile sur toile                                 | 60 × 65 cm                                                                                   | Städelsche Kunstinstitut und Städtische Galerie (Francfort-sur-le-Main)    |
|       | Nu dans la lumière                                                         | 1909      | Huile sur toile                                 | 116 × 63 cm                                                                                  | Musée d'Art et d'Histoire de Genève                                        |
|       | La Seine à Vernonnet                                                       | Vers 1910 | Huile sur toile                                 | 51 × 60,5 cm                                                                                 | Musée Pouchkine (Moscou)                                                   |
|       | Le Pont des Saints-Pères                                                   | Vers 1910 | Huile sur toile                                 | 34 × 57 cm                                                                                   | Fondation Bemberg (Toulouse)                                               |
|       | Marine                                                                     | 1910      | Huile sur toile                                 | 50 × 61 cm                                                                                   | Fondation Bemberg (Toulouse)                                               |
|       | Le Balcon bleu                                                             | 1910      | Huile sur toile                                 | 31,5 × 43,5 cm                                                                               | Courtauld Gallery (Londres)                                                |
|       | Après le bain                                                              | 1910      | Huile sur toile                                 | 122,5 × 65 cm                                                                                | Metropolitan Museum of Art (New York)                                      |
|       | Intérieur avec garçon                                                      | 1910      | Huile sur toile                                 | 40,5 × 63,5 cm                                                                               | The Phillips Collection (Washington)                                       |
|       | En bateau                                                                  | 1910-1913 | Huile sur toile                                 | 62 × 67 cm                                                                                   | Fondation Bemberg (Toulouse)                                               |
|       | La Seine près de Vernon                                                    | Vers 1911 | Huile sur toile                                 | 41,5 × 52 cm                                                                                 | Musée de l'Ermitage (Saint-Pétersbourg)                                    |
|       | Méditerranée (triptyque)                                                   | 1911      | Huile sur toile                                 | 407 × 149 cm pour les panneaux de gauche et de droite ; 407 × 142 cm pour le panneau central | Musée de l'Ermitage (Saint-Pétersbourg)                                    |
|       | Matin à Paris                                                              | 1911      | Huile sur toile                                 | 77 × 123 cm                                                                                  | Musée de l'Ermitage (Saint-Pétersbourg)                                    |
|       | Soir à Paris                                                               | 1911      | huile sur toile                                 | 76 × 121 cm                                                                                  | Musée de l'Ermitage (Saint-Pétersbourg)                                    |
|       | Vue de Saint-Tropez                                                        | 1911      | Huile sur toile                                 | 84 × 86 cm                                                                                   | Metropolitan Museum of Art (New York)                                      |
|       | Nu et chapeau de fourrure                                                  | 1911      | Huile sur toile                                 | 125 × 50 cm                                                                                  | Villa Flora (Winterthour)                                                  |
|       | Boulevard de Clichy                                                        | 1911      | Huile sur toile                                 | 50 × 69 cm                                                                                   | Hugh Lane Municipal Gallery (Dublin)                                       |
|       | Fenêtre ouverte sur la Seine                                               | 1911-1912 | Huile sur toile                                 | 78 × 105,5 cm                                                                                | Musée des Beaux-Arts de Nice                                               |
|       | Femme avec un chat                                                         | 1912      | Huile sur toile                                 | 78 × 77,5 cm                                                                                 | Musée d'Orsay (Paris)                                                      |
|       | La Place Clichy                                                            | 1912      | Huile sur toile                                 | 145,7 × 209,5 cm                                                                             | Musée des Beaux-Arts et d'Archéologie de Besançon                          |
|       | Pique-nique                                                                | 1912      | Huile sur toile                                 | 101,5 × 129 cm                                                                               | Carnegie Museum of Art (Pittsburgh)                                        |
|       | Début du printemps à la campagne                                           | 1912      | Huile sur toile                                 | 365 × 347 cm                                                                                 | Musée Pouchkine (Moscou)                                                   |
|       | L'Automne (Les Vendanges)                                                  | 1912      | Huile sur toile                                 | 365 × 347 cm                                                                                 | Musée Pouchkine (Moscou)                                                   |
|       | Été (La danse)                                                             | 1912      | Huile sur toile                                 | 202 × 254 cm                                                                                 | Musée Pouchkine (Moscou)                                                   |
|       | L'Été en Normandie                                                         | 1912      | Huile sur toile                                 | 114 × 128 cm                                                                                 | Musée Pouchkine (Moscou)                                                   |
|       | Scène de village, Grasse                                                   | 1912      | Huile sur toile                                 | 72 × 52 cm                                                                                   | Metropolitan Museum of Art (New York)                                      |
|       | Pois de senteur                                                            | 1912      | Huile sur toile                                 | 51 × 77 cm                                                                                   | Villa Flora (Winterthour)                                                  |
|       | Les Coquelicots                                                            | 1912      | Huile sur toile                                 | 51 × 43 cm                                                                                   | Musée d'Art moderne de Troyes                                              |
|       | Nu dans un intérieur                                                       | 1912-1914 | Huile sur toile                                 | 134 × 69 cm                                                                                  | National Gallery of Art (Washington)                                       |
|       | Chemin à Vernonnet                                                         | 1912-1914 | Huile sur toile                                 | 76 × 65 cm                                                                                   | Galerie nationale d'Écosse (Édimbourg)                                     |
|       | Table de toilette et miroir (Table de toilette au bouquet jaune et rouge)  | 1913      | Huile sur toile                                 | 124,5 × 109 cm                                                                               | Musée des Beaux-Arts de Houston                                            |
|       | Nu à la cheminée                                                           | 1913      | Huile sur toile                                 | 77,5 × 59,5 cm                                                                               | Musée national d'Art moderne (Paris)                                       |
|       | Salle à manger à la campagne                                               | 1913      | Huile sur toile                                 | 164,5 × 205,5                                                                                | Minneapolis Institute of Art (Minneapolis)                                 |
|       | Le Pont de la Concorde                                                     | 1913-1915 | Huile sur toile                                 | 60 × 83 cm                                                                                   | Tate Modern (Londres)                                                      |
|       | La Toilette (La Toilette rose)                                             | 1914-1921 | Huile sur toile                                 | 119 × 79 cm                                                                                  | Musée d'Orsay                                                              |
|       | La sieste dans le jardin                                                   | Vers 1914 | Huile sur toile                                 | 100,5 × 249 cm                                                                               | Musée national de l'art, de l'architecture et du design (Oslo)             |
|       | Soir (La Sieste)                                                           | 1914      | Huile sur toile                                 | 84 × 113 cm                                                                                  | Musée des Beaux-Arts de Berne                                              |
|       | Herbes et coquelicots                                                      | 1914      | Huile sur toile                                 | 72 × 52,5 cm                                                                                 | Villa Flora (Winterthour)                                                  |
|       | Le Cabinet de toilette                                                     | 1914      | Huile sur toile                                 | 72 × 88,5 cm                                                                                 | Metropolitan Museum of Art (New York)                                      |
|       | Femme en peignoir                                                          | 1914      | Huile sur toile                                 | 95 × 66,5 cm                                                                                 | Philadelphia Museum of Art (Philadelphie)                                  |
|       | Voiliers au sec                                                            | 1914      | Huile sur toile                                 | 52 × 58 cm                                                                                   | Fondation Bemberg (Toulouse)                                               |
|       | La carafe provençale, Marthe Bonnard et son chien Ubu                      | 1915      | Huile sur toile                                 | 63 × 66 cm                                                                                   | Villa Flora (Winterthour)                                                  |
|       | Le Café                                                                    | 1915      | Huile sur toile                                 | 106 × 73 cm                                                                                  | Tate Modern (Londres)                                                      |
|       | Femme au panier de fruits                                                  | 1915-1926 | Huile sur toile                                 | 69 × 40 cm                                                                                   | Musée d'Art de Baltimore                                                   |
|       | Petit Nu se penchant en avant                                              | 1916      | Huile sur toile                                 | 48 × 41 cm                                                                                   | Villa Flora (Winterthour)                                                  |
|       | Femme au peignoir rouge                                                    | 1916      | Huile sur toile                                 | 50,5 × 34 cm                                                                                 | Fondation Bemberg (Toulouse)                                               |
|       | La salle à manger, Vernonnet                                               | 1916      | Huile sur toile                                 | 95 × 145 cm                                                                                  | Metropolitan Museum of Art (New York)                                      |
|       | L'Étable                                                                   | ?         | Huile sur toile                                 | 40 × 46,5 cm                                                                                 | Fondation Bemberg (Toulouse)                                               |
|       | Paysage du Midi avec deux enfants                                          | 1916-1918 | Huile sur toile                                 | 139 × 198 cm                                                                                 | Musée des beaux-arts de l'Ontario (Toronto)                                |
|       | Les Travailleurs à la Grande-Jatte                                         | 1916-1920 | Huile sur toile                                 | 130 × 160 cm                                                                                 | Musée national de l'Art occidental (Tokyo)                                 |
|       | Le Paradis terrestre                                                       | 1916-1920 | Huile sur toile                                 | 130 × 160 cm                                                                                 | Art Institute of Chicago (Chicago)                                         |
|       | L'Été                                                                      | 1917      | Huile sur toile                                 | 260 × 340 cm                                                                                 | Fondation Maeght (Saint-Paul-de-Vence)                                     |
|       | Hommage à Maillol                                                          | 1917      | Huile sur toile                                 | 122 × 47 cm                                                                                  | Philadelphia Museum of Art (Philadelphie)                                  |
|       | Matin dans le jardin, Vernonnet                                            | 1917      | Huile sur toile                                 | 85,5 × 113,5 cm                                                                              | Metropolitan Museum of Art (New York)                                      |
|       | L'heure du thé                                                             | 1917      | Huile sur toile                                 | 67,5 × 80 cm                                                                                 | Villa Flora (Winterthour)                                                  |
|       | Nature morte aux citrons                                                   | 1917      | Huile sur toile                                 | 48,5 × 43 cm                                                                                 | Fondation Bemberg (Toulouse)                                               |
|       | Paysage du Cannet                                                          | 1917-1918 | Huile sur toile                                 | 36,5 × 48 cm                                                                                 | Fondation Bemberg (Toulouse)                                               |
|       | Torse de femme, de profil                                                  | Vers 1918 | Huile sur toile                                 | 61,5 × 37 cm                                                                                 | Musée Granet (Aix-en-Provence)                                             |
|       | La Lisière de la forêt                                                     | Vers 1918 | Huile sur bois                                  | 37,5 × 46 cm                                                                                 | Centre de ressource des musées de Glasgow                                  |
|       | Maison dans les arbres                                                     | 1918      | Huile sur toile                                 | 48,5 × 42 cm                                                                                 | Fitzwilliam Museum (Cambridge)                                             |
|       | Jeunes Femmes à la mouette                                                 | 1918      | Huile sur toile                                 |                                                                                              | Petit Palais (Paris)                                                       |
|       | La Terrasse                                                                | 1918      | Huile sur toile                                 | 159,5 × 249,5 cm                                                                             | The Phillips Collection (Washington)                                       |
|       | Paysage vu à travers une fenêtre                                           | 1918      | Huile sur toile                                 | 61 × 33 cm                                                                                   | Musée Wallraf Richartz (Cologne)                                           |
|       | Fenêtre à Uriage                                                           | 1918      | Huile sur toile                                 | 68,5 × 39 cm                                                                                 | Musée d'Art contemporain de Rolandseck (Remagen)                           |
|       | La Symphonie pastorale                                                     | 1916-1920 | Huile sur toile                                 | 130 × 160 cm                                                                                 | Musée d'Orsay (Paris)                                                      |
|       | Sentier dans la forêt                                                      | Vers 1919 | Huile sur toile                                 | 86 × 41,5 cm                                                                                 | Ashmolean Museum (Oxford)                                                  |
|       | Femme au bain vue de dos                                                   | Vers 1919 | Huile sur toile                                 | 44 × 34,5 cm                                                                                 | Tate Modern (Londres)                                                      |
|       | Nu rose, tête ombrée                                                       | Vers 1919 | Huile sur toile                                 | 92 × 46 cm                                                                                   | Musée d'Orsay (Paris)                                                      |
|       | La Blouse verte                                                            | 1919      | Huile sur toile                                 | 102 × 68 cm                                                                                  | Metropolitan Museum of Art (New York)                                      |
|       | L'Enlèvement d'Europe                                                      | 1919      | Huile sur toile                                 |                                                                                              | Musée d'Art de Toledo (Ohio)                                               |
|       | Le Bol de lait                                                             | 1919      | Huile sur toile                                 | 121 × 116 cm                                                                                 | Tate Modern (Londres)                                                      |
|       | La Grange                                                                  | 1919      | Huile sur toile                                 | 44,5 × 60,5 cm                                                                               | Fondation Bemberg (Toulouse)                                               |
|       | La Promenade au bord de la rivière                                         | 1919      | Huile sur toile                                 | 26 × 46 cm                                                                                   | Fondation Bemberg (Toulouse)                                               |
|       | La Seine à Vernon                                                          | 1919      | Huile sur toile                                 | 38,5 × 62,5 cm                                                                               | New Walk Museum and Art Gallery (Leicester)                                |
|       | Intérieur au balcon                                                        | 1919      | Huile sur toile                                 | 52 × 77 cm                                                                                   | Musée d'art moderne André-Malraux (Le Havre)                               |
|       | Après dîner                                                                | Vers 1920 | Huile sur toile                                 | 76 × 80 cm                                                                                   | Cleveland Museum of Art (Ohio)                                             |
|       | Iris et Lilas                                                              | 1920      | Huile sur toile                                 | 57 × 63 cm                                                                                   | Fondation Bemberg (Toulouse)                                               |
|       | Les Pommes jaunes et rouges                                                | 1920      | Huile sur toile                                 | 46 × 34 cm                                                                                   | Fondation Bemberg (Toulouse)                                               |
|       | Bol de cerises                                                             | 1920      | Huile sur toile                                 | 30 × 42 cm                                                                                   | The Phillips Collection (Washington)                                       |
|       | Josse Bernheim-Jeune et Gaston Bernheim de Villiers                        | 1920      | Huile sur toile                                 | 165,5 × 155,5 cm                                                                             | Musée d'Orsay (Paris)                                                      |
|       | Le Pommier fleuri                                                          | 1920      | Huile sur toile                                 | 100 × 79 cm                                                                                  | Musée des Beaux-Arts de Brest                                              |
|       | Soleil à Vernon                                                            | 1920      | Huile sur toile                                 | 47,5 × 56 cm                                                                                 | Musée national du pays de Galles (Cardiff)                                 |
|       | Paysage normand                                                            | 1920      | Huile sur toile                                 | 100 × 58 cm                                                                                  | Musée Unterlinden (Colmar)                                                 |
|       | Paysage de Normandie                                                       | 1920-1930 | Huile sur toile                                 | 62,5 × 81 cm                                                                                 | Smith College Museum of Art (Northampton)                                  |
|       | La Terrasse à Vernon                                                       | 1920-1939 | Huile sur toile                                 | 147 × 192 cm                                                                                 | Metropolitan Museum of Art (New York)                                      |
|       | La Fenêtre ouverte                                                         | 1921      | Huile sur toile                                 | 118 × 96 cm                                                                                  | The Phillips Collection (Washington)                                       |
|       | La Porte-fenêtre ouverte à Vernon                                          | 1921      | Huile sur toile                                 | 118 × 96 cm                                                                                  | The Phillips Collection (Washington)                                       |
|       | La Place du Peuple à Rome                                                  | 1921      | Huile sur toile                                 | 79,5 × 96,5 cm                                                                               | The Phillips Collection (Washington)                                       |
|       | La Baie (Paysage du sud de la France)                                      | 1921      | Huile sur toile                                 |                                                                                              | Musée Kreeger (Washington)                                                 |
|       | Soir près de la lampe                                                      | 1921      | Huile sur toile                                 | 73 × 89 cm                                                                                   | Musée d'Orsay (Paris)                                                      |
|       | Poisson sur une assiette                                                   | 1921      | Huile sur bois                                  | 34 × 60 cm                                                                                   | Musée des Beaux-Arts de Lyon                                               |
|       | Femme avec chien                                                           | 1922      | Huile sur toile                                 | 69 × 39 cm                                                                                   | The Phillips Collection (Washington)                                       |
|       | La Forêt de pins                                                           | 1922      | Huile sur toile                                 | 56 × 47 cm                                                                                   | Fondation Bemberg (Toulouse)                                               |
|       | Le Petit déjeuner                                                          | 1922      | Huile sur toile                                 | 42 × 51 cm                                                                                   | High Museum of Art (Atlanta)                                               |
|       | Nature morte                                                               | 1922      | Huile sur toile                                 | 43,5 × 47 cm                                                                                 | Fitzwilliam Museum (Cambridge)                                             |
|       | Panier de fruits                                                           | 1922      | Huile sur toile                                 | 49,5 × 34,5 cm                                                                               | Musée d'Art de Saint-Louis                                                 |
|       | Place Clichy                                                               | 1922      | Huile sur toile                                 | 57 × 75 cm                                                                                   | Musée des Beaux-Arts (Boston)                                              |
|       | La Côte d'Azur                                                             | Vers 1923 | Huile sur toile                                 | 79 × 76 cm                                                                                   | The Phillips Collection (Washington)                                       |
|       | Devant la fenêtre au Grand-Lemps                                           | 1923      | huile sur toile                                 | 65 × 64 cm                                                                                   | Musée des Beaux-Arts de Lyon                                               |
|       | Paysage du Cannet                                                          | 1923      | Huile sur toile                                 | 47,5 × 39,5 cm                                                                               | Fondation Bemberg (Toulouse)                                               |
|       | Vue de la Seine, Vernon                                                    | 1923      | Huile sur toile                                 | 48,5 × 45,5 cm                                                                               | Scottish National Gallery of Modern Art (Édimbourg)                        |
|       | Nu se baissant                                                             | 1923      | Huile sur toile                                 | 57 × 52,5 cm                                                                                 | Tate Modern (Londres)                                                      |
|       | Portrait d'Ambroise Vollard au chat                                        | Vers 1924 | Huile sur toile                                 | 96,5 × 111 cm                                                                                | Petit Palais (Paris)                                                       |
|       | Avant le dîner                                                             | 1924      | Huile sur toile                                 | 90 × 107 cm                                                                                  | Metropolitan Museum of Art (New York)                                      |
|       | Femme avec mimosa                                                          | 1924      | Huile sur toile                                 | 48 × 62 cm                                                                                   | Metropolitan Museum of Art (New York)                                      |
|       | Vernonnet, paysage près de Giverny                                         | 1924      | Huile sur toile                                 | 50,5 × 63 cm                                                                                 | Aberdeen Art Gallery (Aberdeen)                                            |
|       | Signac et ses amis en bateau                                               | 1924      | Huile sur toile                                 | 124 × 139 cm                                                                                 | Kunsthaus de Zurich                                                        |
|       | Paysage avec montagnes                                                     | 1924      | Huile sur toile                                 | 40 × 59 cm                                                                                   | The Phillips Collection (Washington)                                       |
|       | Paysage avec olivier et chapelle                                           | 1924      | Huile sur toile                                 | 48 × 51 cm                                                                                   | Courtauld Gallery (Londres)                                                |
|       | Vue du Cannet                                                              | 1924      | Huile sur toile                                 | 36 × 48 cm                                                                                   | Musée Pola (Hakone)                                                        |
|       | Palmiers au Cannet                                                         | 1924      | Huile sur toile                                 | 50 × 48 cm                                                                                   | Manchester Art Gallery (Manchester)                                        |
|       | Le Grand Nu bleu                                                           | 1924      | Huile sur toile                                 | 101 × 73 cm                                                                                  | Galerie Bernheim-Jeune (Paris)                                             |
|       | Nature morte aux pommes                                                    | 1924      | Huile sur toile                                 | 32 × 48,5 cm                                                                                 | Volla Flora (Winterthour)                                                  |
|       | Le Châle jaune                                                             | Vers 1925 | Huile sur toile                                 | 127,5 × 96                                                                                   | Yale University Art Gallery                                                |
|       | La Fenêtre                                                                 | 1925      | Huile sur toile                                 | 88,5 × 108,5 cm                                                                              | Tate Liverpool (Liverpool)                                                 |
|       | Bouquet de fleurs des champs                                               | 1925      | Huile sur toile                                 |                                                                                              | Musée Albert-André (Bagnols-sur-Cèze)                                      |
|       | La Nappe blanche                                                           | 1925      | Huile sur toile                                 | 100 × 109 cm                                                                                 | Musée Von der Heydt (Wuppertal)                                            |
|       | La Table                                                                   | 1925      | Huile sur toile                                 | 103 × 74,5 cm                                                                                | Tate Modern (Londres)                                                      |
|       | Nu dans le bain                                                            | 1925      | Huile sur toile                                 | 105 × 65 cm                                                                                  | Tate Modern (Londres)                                                      |
|       | Le Corsage rouge                                                           | 1925      | Huile sur toile                                 | 50,3 × 52,3 cm                                                                               | Musée national d'Art moderne                                               |
|       | La Baignoire (Le Bain)                                                     | 1925      | Huile sur toile                                 | 86 × 120,5 cm                                                                                | Tate Modern (Londres)                                                      |
|       | La salle à manger à Vernon                                                 | 1925-1927 | Huile sur toile                                 | 126 × 184 cm                                                                                 | Glyptothèque de Copenhague                                                 |
|       | Assiette de pommes                                                         | Vers 1926 | Crayon, gouache et aquarelle sur papier         | 26 × 31 cm                                                                                   | Musée d'Art et d'Histoire de Neuchâtel                                     |
|       | Vendange                                                                   | 1926      | Huile sur toile                                 | 63,5 × 40 cm                                                                                 | The Phillips Collection (Washington)                                       |
|       | La Leçon                                                                   | 1926      | Huile sur toile                                 | 76 × 51 cm                                                                                   | The Phillips Collection (Washington)                                       |
|       | La Vendange                                                                | 1926      | Huile sur toile                                 | 63,5 × 40 cm                                                                                 | The Phillips Collection (Washington)                                       |
|       | La Palme                                                                   | 1926      | Huile sur toile                                 | 114 × 147 cm                                                                                 | The Phillips Collection (Washington)                                       |
|       | La Table de travail                                                        | 1926      | Huile sur toile                                 | 122 × 91,5 cm                                                                                | National Gallery of Art (Washington)                                       |
|       | La Barge « Saint-Tropez » dans le port de Cannes                           | 1926      | Huile sur toile                                 | 59,5 × 64 cm                                                                                 | National Gallery of Art (Washington)                                       |
|       | Paysage du Cannet (Paysage du Sud de la France)                            | 1926      | Huile sur toile                                 | 107 × 63,5 cm                                                                                | Musée des Beaux-Arts de Winterthour                                        |
|       | Conversation à Arcachon                                                    | 1926-1930 | Huile sur toile                                 | 56 × 48 cm                                                                                   | Petit Palais (Paris)                                                       |
|       | La sortie de la baignoire                                                  | 1926-1930 | Huile sur toile                                 | 130 × 123,5 cm                                                                               | Musée d'art Goulandrís (Athènes)                                           |
|       | Panier de fruits au soleil                                                 | Vers 1927 | Huile sur toile                                 | 61,5 × 45,5 cm                                                                               | Yale University Art Gallery (New Haven)                                    |
|       | Vue du Cannet                                                              | 1927      | Huile sur toile                                 | 233,5 × 233,5 cm                                                                             | Musée Bonnard (Le Cannet)                                                  |
|       | Bois en été                                                                | 1927      | Huile sur toile                                 | 66 × 59,5 cm                                                                                 | The Phillips Collection (Washington)                                       |
|       | Paysage au soleil couchant                                                 | 1927      | Huile sur toile                                 | 104 × 121 cm                                                                                 | Kunsthaus de Zurich                                                        |
|       | Effet de neige                                                             | 1927      | Huile sur toile                                 | 74 × 49 cm                                                                                   | Musée des Beaux-Arts de Winterthour                                        |
|       | Fleurs sur une cheminée au Cannet                                          | 1927      | Huile sur bois                                  | 106 × 73 cm                                                                                  | Musée des Beaux-Arts de Lyon                                               |
|       | Fleurs sur un tapis rouge                                                  | 1928      | Huile sur toile                                 | 57 × 63,5 cm                                                                                 | Musée des Beaux-Arts de Lyon                                               |
|       | Décor méridional, Le Cannet                                                | 1928      | Huile sur toile                                 | 55 × 46 cm                                                                                   | Musée d'Orsay (Paris)                                                      |
|       | Paysage au Cannet                                                          | 1928      | Huile sur toile                                 | 128 × 278,2 cm                                                                               | Musée d'Art Kimbell (Fort Worth)                                           |
|       | Raisins                                                                    | 1928      | Huile sur toile                                 | 42 × 46,5 cm                                                                                 | Museum of Modern Art (New York)                                            |
|       | La Terrasse à Vernon                                                       | 1928      | Huile sur toile                                 | 242,5 × 309 cm                                                                               | Kunstsammlung Nordrhein-Westfalen (Düsseldorf)                             |
|       | Paysage du Cannet                                                          | 1928      | Huile sur toile                                 | 123 × 275 cm                                                                                 | Galerie Maeght (Paris)                                                     |
|       | Le Café Au Petit Poucet                                                    | 1928      | Huile sur toile                                 | 140 × 206 cm                                                                                 | Musée des Beaux-Arts et d'Archéologie de Besançon                          |
|       | Le Débarcadère (La Jetée à Cannes)                                         | 1928-1934 | Huile sur toile                                 | 43 × 56,5 cm                                                                                 | Villa Flora (Winterthour)                                                  |
|       | La Route de Nantes                                                         | 1929      | Huile sur toile                                 | 60 × 66 cm                                                                                   | Cleveland Museum of Art (Cleveland)                                        |
|       | Paysage au remorqueur                                                      | 1930      | Huile sur toile                                 | 50 × 79 cm                                                                                   | Musée national d'Art moderne (Paris)                                       |
|       | Le Cannet                                                                  | 1930      | Huile sur toile                                 | 54 × 65 cm                                                                                   | Fondation Bemberg (Toulouse)                                               |
|       | La Seine à Vernon                                                          | 1930      | Huile sur toile                                 | 108 × 108 cm                                                                                 | The Art Institute (Chicago)                                                |
|       | Fruits, harmonie foncée                                                    | 1930      | Huile sur toile                                 | 37,5 × 33 cm                                                                                 | Musée d'Orsay (Paris)                                                      |
|       | Fruits, harmonie claire                                                    | 1930      | Dessin, graphite                                | 36,5 × 33,5 cm                                                                               | Musée d'Orsay (Paris)                                                      |
|       | Nature morte au bouquet de fleurs                                          | 1930      | Huile sur toile                                 | 60 × 130,5 cm                                                                                | Kunstmuseum (Bâle)                                                         |
|       | La Salle à manger sur le jardin                                            | 1930      | Huile sur toile                                 | 159 × 114 cm                                                                                 | Museum of Modern Art (New York)                                            |
|       | Le Moulin à café                                                           | 1930      | Huile sur toile                                 | 48 × 57 cm                                                                                   | Kunstmuseum Winterthur (Winterthour)                                       |
|       | Nature morte à la casserole                                                | 1930-1932 | Huile sur toile                                 | 32 × 48,5 cm                                                                                 | Villa Flora (Winterthour)                                                  |
|       | Le Boxeur                                                                  | 1931      | Huile sur toile                                 | 54 × 74 cm                                                                                   | Musée d'Orsay (Paris)                                                      |
|       | Nu à la baignoire                                                          | 1931      | Huile sur toile                                 | 120 × 110 cm                                                                                 | Musée national d'Art moderne (Paris)                                       |
|       | Nu au miroir (La Toilette, Nu devant la glace)                             | 1931      | Huile sur toile                                 | 154 × 104,5 cm                                                                               | Ca' Pesaro (Venise)                                                        |
|       | Nature morte ajune et rouge                                                | 1931      | Huile sur toile                                 | 47 × 52 cm                                                                                   | Musée de Grenoble                                                          |
|       | Déjeuner (Petit déjeuner)                                                  | Vers 1932 | Huile sur toile                                 | 68 × 74 cm                                                                                   | Musée d'Art moderne de la ville de Paris                                   |
|       | Coin de la salle à manger au Cannet                                        | 1932      | huile sur toile                                 | 81 × 90 cm                                                                                   | Musée national d'Art moderne (Paris)                                       |
|       | Tasse de thé près du radiateur                                             | 1932      | Aquarelle et gouache sur papier collé sur toile | 24 × 33 cm                                                                                   | Musée Bonnard (Le Cannet)                                                  |
|       | Intérieur blanc                                                            | 1932      | Huile sur toile                                 | 109 × 162 cm                                                                                 | Musée de Grenoble                                                          |
|       | La Salle de bain                                                           | 1932      | Huile sur carton                                | 120,5 × 117,5 cm                                                                             | Museum of Modern Art (New York)                                            |
|       | Paysage d'automne                                                          | Vers 1933 | Huile sur toile                                 |                                                                                              | Musée des beaux-arts de l'Ontario (Toronto)                                |
|       | Nu devant un miroir                                                        | Vers 1933 | Huile sur toile                                 | 152 × 102 cm                                                                                 | Ca' Pesaro (Venise)                                                        |
|       | Nu gris de profil                                                          | 1933      | Huile sur toile                                 | 114 × 61 cm                                                                                  | Pinacothèque de Turin                                                      |
|       | Marthe dans la salle à manger au Cannet                                    | 1933      | Huile sur bois                                  | 111 × 59 cm                                                                                  | Musée des Beaux-Arts de Lyon                                               |
|       | Bol de fruits                                                              | 1933      | Huile sur toile                                 | 58 × 53 cm                                                                                   | Philadelphia Museum of Art (Philadelphie)                                  |
|       | Autoportrait sur fond blanc, chemise col ouvert                            | 1933      | Huile sur toile                                 | 53 × 38 cm                                                                                   | Fondation Bemberg (Toulouse)                                               |
|       | Nu de dos à la toilette                                                    | 1934      | Huile sur toile                                 | 105 × 73 cm                                                                                  | Musée national d'Art moderne (Paris)                                       |
|       | La salle à manger à la campagne (Grande salle à manger sur le jardin)      | 1934-1935 | Huile sur toile                                 | 127 × 135 cm                                                                                 | Musée Solomon R. Guggenheim (New York)                                     |
|       | Paysage de printemps                                                       | Vers 1935 | Huile sur toile                                 | 67,5 × 103 cm                                                                                | National Gallery of Art (Washington)                                       |
|       | Jardin                                                                     | Vers 1935 | Huile sur toile                                 | 90 × 90,5 cm                                                                                 | Metropolitan Museum of Art (New York)                                      |
|       | Coin de table                                                              | vers 1935 | Huile sur toile                                 | 67 × 63,5 cm                                                                                 | Musée national d'Art moderne (Paris)                                       |
|       | Nu dans un intérieur                                                       | Vers 1935 | Huile sur toile                                 | 73 × 50 cm                                                                                   | The Phillips Collection (Washington)                                       |
|       | Le Jardin                                                                  | Vers 1936 | Huile sur toile                                 | 127 × 100 cm                                                                                 | Petit Palais (Paris)                                                       |
|       | Nu dans le bain                                                            | 1936      | Huile sur toile                                 | 93 × 147 cm                                                                                  | Musée national d'Art moderne (Paris)                                       |
|       | Le Jardin                                                                  | 1936-1938 | Huile sur toile                                 | 127 × 100 cm                                                                                 | Musée d'Art moderne de la ville de Paris                                   |
|       | Le Bateau jaune                                                            | 1936-1938 | Huile sur toile                                 | 58 × 76 cm                                                                                   | Tate Modern (Londres)                                                      |
|       | Le Golfe de Saint-Tropez au couchant                                       | 1937      | Huile sur toile                                 |                                                                                              | Musée Toulouse-Lautrec (Albi)                                              |
|       | La Pastorale                                                               | 1937      | Huile sur toile                                 | 335 × 350 cm                                                                                 | Palais de Chaillot (Paris)                                                 |
|       | Jardin au petit pont                                                       | 1937      | Huile sur toile                                 | 99 × 124 cm                                                                                  | Musée des Beaux-arts de Santa Barbara                                      |
|       | Trouville, la sortie du port (Le Port de Trouville)                        | 1938-1945 | Huile sur toile                                 | 77 × 103 cm                                                                                  | Musée national d'Art moderne (Paris)                                       |
|       | L'Atelier au mimosa                                                        | 1938-1946 | Huile sur toile                                 | 127,5 × 127,5 cm                                                                             | Musée national d'Art moderne (Paris)                                       |
|       | Autoportrait dans la glace du cabinet de toilette                          | 1939-1945 | Huile sur toile                                 | 73 × 51 cm                                                                                   | Musée national d'Art moderne (Paris)                                       |
|       | Corbeille et assiette de fruits sur la nappe à carreaux rouges             | Vers 1939 | Huile sur toile                                 | 58,5 × 58,5 cm                                                                               | The Art Institute (Chicago)                                                |
|       | Table avec bol de fruits                                                   | 1939      | Huile sur toile                                 | 53 × 53 cm                                                                                   | Museum of Modern Art (New York)                                            |
|       | La Descente au Cannet                                                      | 1940      | Huile sur toile                                 | 65 × 72 cm                                                                                   | Metropolitant Museum of Art (New York)                                     |
|       | Nu sombre                                                                  | 1941      | Huile sur toile                                 | 81 × 65 cm                                                                                   | Musée Maillol de Paris                                                     |
|       | Portrait au chien                                                          | 1941      | gouache sur carton                              |                                                                                              | Musée Toulouse-Lautrec (Albi)                                              |
|       | Nu dans le bain au petit chien                                             | 1941-1946 | Huile sur toile                                 | 122 × 151 cm                                                                                 | Carnegie Museum of Art (Pittsburgh)                                        |
|       | Intérieur : salle à manger                                                 | 1942-1946 | Huile sur toile                                 | 84 × 100 cm                                                                                  | Musée des Beaux-Arts de Virginie (Richmond)                                |
|       | Paysage dans le Sud (Le Cannet)                                            | Vers 1943 | Huile sur toile                                 | 64 × 71 cm                                                                                   | Metropolitant Museum of Art (New York)                                     |
|       | Nu orange                                                                  | 1943      | Huile sur toile                                 | 49 × 43 cm                                                                                   | Musée Bonnard (Le Cannet)                                                  |
|       | Le portail de la Villa Le Bosquet (Le Portail)                             | 1944      | Huile sur toile                                 |                                                                                              | Musée des beaux-arts de Muskegon                                           |
|       | Corbeille de fruits se reflétant dans une glace de buffet                  | 1944-1946 | Huile sur toile                                 | 47,5 × 71,5 cm                                                                               | Museum of Modern Art (New York)                                            |
|       | Portrait de l'artiste par lui-même                                         | 1945      | Huile sur toile                                 | 55 × 46 cm                                                                                   | Fondation Bemberg (Toulouse)                                               |
|       | Autoportrait                                                               | 1945      | Huile sur toile                                 |                                                                                              | Galerie d'art de Nouvelle-Galles du Sud (Sydney)                           |
|       | Baigneurs à la fin du jour                                                 | 1945      | Huile sur toile                                 | 48 × 69 cm                                                                                   | Musée Bonnard (Le Cannet)                                                  |
|       | Grand paysage du Midi                                                      | 1945      | Huile sur toile                                 | 95 × 125 cm                                                                                  | Milwaukee Art Museum (Milwaukee)                                           |
|       | L'Escalier du Cannet                                                       | 1946      | Huile sur toile                                 | 41 × 33 cm                                                                                   | Musée Granet (Aix-en-Provence)                                             |
|       | L'Escalier au mimosa                                                       | 1946      | Huile sur toile                                 | 81 × 69 cm                                                                                   | Musée Pola (Hakone)                                                        |
|       | Vue de Vence                                                               | ?         | Aquarelle                                       | 28 × 41 cm                                                                                   | Museum of Modern Art (New York)                                            |
|       | L'Amandier en fleur                                                        | 1946-1947 | Huile sur toile                                 | 55 × 37,5 cm                                                                                 | Musée national d'Art moderne (Paris)                                       |
|       | La fillette au chat                                                        |           | Huile sur carton                                |                                                                                              | Fondation Bemberg (Toulouse)                                               |